# Кућа Љубише Јанковића у Лесковцу (Петровац)
Кућа Љубише Јанковића у селу Лесковац у општини Петровац на Млави је подигнута средином 19. века и представља непокретно културно добро као споменик културе.

## Изглед куће
Кућа је саграђена као приземан објекат са подрумом и истуреним тремом. По својим карактеристикама припада развијеном типу моравске куће. Основе је у облику ћириличног слова Г, димензија 9,70 Х 7,00 метара. Грађена је у бондручном систему са испуном од преплетеног прућа, олепљена блатом и окречена у бело. Кров је четвороводан покривеним ћерамидом. Западну, главну, фасаду одликује истурени трем са лажним моравским луцима, затворен парапетом. На његовој јужној страни је улаз до кога воде дрвене степенице.
По својој величини и функционалној организацији простора припада развијеном типу куће. Просторно је подељена на централну просторију тзв.„кућу“, већу и мању собу, трем и подрум испод трема, озидан ломљеним каменом и блатом. Некада су се у овој кући налазили вредни предмети материјалне културе као што су: дрвени долап, клупе, чивилуци, пећ на месту старог огњишта у „кући“, кочије и чезе. 
Кућа је демонтирана 2006. године и припремљена за пресељење у етно парк на Тулби у Пожаревцу.